# Eugen Kröner
Karl Eugen Kröner (11. April 1861 in Idar – 13. Mai 1917 in Kniebis) war ein deutscher Homöopath.

## Leben
Eugen Kröner war der Sohn von Ludwig Friedrich Kröner und Rosalie Emilie Caroline Eichberg.
Sein erstes Studium war das der Philosophie und der Theologie an der Eberhard Karls Universität Tübingen, das er mit der Doktorarbeit Thomas Hobbes, die Lehre vom Menschen 1885 mit einem Dr. phil mit Auszeichnung abschloss. Im selben Jahr heiratete er Sophie Elisabeth Jäger, die Tochter von Gustav Jäger. Gustav Jäger plante für Eugen Kröner eine Hochschulkarriere als Dozent für Psychophysiologie.
Seit 1879 war er Mitglied der Studentenverbindung Tübinger Königsgesellschaft Roigel.
Nach dem Philosophiestudium ging er nach Berlin, um Medizin zu studieren. Während seines Studiums schrieb er das Buch Das körperliche Gefühl. Ein Beitrag zur Entwicklungsgeschichte des Geistes. Das Studium schloss er 1890 mit seiner Doktorarbeit Die Folie à deux ab.
Er reichte seine Habilitationsschrift in der Universität Leipzig ein, wurde jedoch abgelehnt, da seine Ideen zu weit von der Schulmedizin entfernt waren. Stattdessen ließ er sich als Homöopath 1891 in Potsdam nieder.
Er engagierte sich in mehreren homöopathischen Vereinen und war Mitglied der Deutschen homöopathischen Arzneimittellehre. Während seiner Zeit als Vorsitzender des Berliner Vereins Homöopathische Ärzte gründete er 1903 zusammen mit Walter Grosse den homöopathischen Zentralverlag in Berlin, der 1936 in den Karl F. Haug Verlag umbenannt wurde.
1911 veröffentlichte er mit Friedrich Gisevius das dreiteilige Handbuch der homöopathischen Heillehre. Nach dem Tod des vorherigen Leiters Victor Schwarz leitete er von 1915 bis 1917 das Berliner homöopathische Krankenhaus, Wiesikestiftung.

## Werke
- Thomas Hobbes, die Lehre vom Menschen. W. Kohlhammer, Stuttgart 1885, OCLC 4510541.
- Das körperliche Gefühl. Ein Beitrag zur Entwicklungsgeschichte des Geistes. Eduard Trewendt, Breslau 1887, OCLC Breslau.
- Die Folie à deux. doctoral Berlin 1890, OCLC 19338398.
- Über die Wirksamkeit kleinster Mengen. Homöopathischer Central-Verl., Berlin 1906, OCLC 917743092.